# Puchar Interkontynentalny w Lekkoatletyce 2018 – rzut dyskiem kobiet
Rzut dyskiem kobiet – jedna z konkurencji technicznych rozgrywana w ramach lekkoatletycznyego pucharu interkontynentalnego na Stadionie miejskim w Ostrawie-Witkowicach.

## Terminarz
Źródło: worldathletics.org.
| Data       | Godzina |
| ---------- | ------- |
| 8 września | 17:10   |

## Rekordy
Tabela prezentuje rekord świata, rekord pucharu interkontynentalnego, rekordy kontynentów oraz najlepszy wynik na listach światowych w sezonie 2018 przed rozpoczęciem mistrzostw.
|                                     | Zawodnik           | Wynik | Miejsce           | Data                  |
| ----------------------------------- | ------------------ | ----- | ----------------- | --------------------- |
| Rekord świata                       | Gabriele Reinsch   | 76,80 | Neubrandenburg    | 9 lipca 1988(dts)     |
| Listy światowe                      | Sandra Perković    | 71,38 | Doha              | 4 maja 2018(dts)      |
| Rekord pucharu interkontynentalnego | Ilke Wyludda       | 71,54 | Barcelona         | 10 września 1989(dts) |
| Rekord Afryki                       | Elizna Naudé       | 64,87 | Stellenbosch      | 2 marca 2003(dts)     |
| Rekord Azji                         | Xiao Yanling       | 71,68 | Pekin             | 14 marca 1992(dts)    |
| Rekord Ameryki Północnej            | Hilda Ramos        | 70,88 | Hawana            | 8 maja 1992(dts)      |
| Rekord Ameryki Południowej          | Andressa de Morais | 65,10 | Bragança Paulista | 8 lipca 2018(dts)     |
| Rekord Australii i Oceanii          | Dani Stevens       | 69,64 | Londyn            | 13 sierpnia 2017(dts) |
| Rekord Europy                       | Gabriele Reinsch   | 76,80 | Neubrandenburg    | 9 lipca 1988(dts)     |

## Rezultaty
Źródło: worldathletics.org.
| Pozycja | Zawodniczka        | Drużyna        | Runda | Runda | Runda | Runda    | Runda | Rezultat | Punkty | Uwagi |
| Pozycja | Zawodniczka        | Drużyna        | 1.    | 2.    | 3.    | Półfinał | Finał | Rezultat | Punkty | Uwagi |
| ------- | ------------------ | -------------- | ----- | ----- | ----- | -------- | ----- | -------- | ------ | ----- |
| 1.      | Yaimé Pérez        | Ameryka        | 62,27 | 65,00 | 63,02 | 64,01    | 65,30 | 65,30    | 8      |       |
| 2.      | Sandra Perković    | Europa         | 68,44 | x     | 64,92 | 65,57    | x     | 68,44    | 7      |       |
| 3.      | Chen Yang          | Azja i Oceania | x     | 61,54 | 63,34 | 61,63    | NQ    | 63,34    | 6      |       |
| 4.      | Chioma Onyekwere   | Afryka         | 56,28 | 55,11 | 56,68 | x        | NQ    | 56,68    | 5      | PB    |
| 5.      | Dani Stevens       | Azja i Oceania | x     | 62,74 | 61,72 | NQ       | NQ    | 62,74    | 4      |       |
| 6.      | Andressa de Morais | Ameryka        | x     | x     | 58,44 | NQ       | NQ    | 58,44    | 3      |       |
| 7.      | Nadine Müller      | Europa         | x     | 58,34 | 58,32 | NQ       | NQ    | 58,34    | 2      |       |
| 8.      | Ischke Senekal     | Afryka         | x     | 50,21 | x     | NQ       | NQ    | 50,21    | 1      |       |

## Klasyfikacja drużynowa
Źródło:
| Miejsce | Drużyna        | Punkty indywidualne | Punkty drużynowe          |
| ------- | -------------- | ------------------- | ------------------------- |
| 1.      | Ameryka        | 11                  | 8                         |
| 2.      | Azja i Oceania | 10                  | 6 (niewykorzystany joker) |
| 3.      | Europa         | 9                   | 4                         |
| 4.      | Afryka         | 6                   | 2                         |